# Gran Premio motociclistico di Germania 1990
Il Gran Premio motociclistico di Germania fu il quinto appuntamento del motomondiale 1990.
Nell'alternanza dei circuiti utilizzati, quest'anno si svolse al Nürburgring il 27 maggio 1990 e corsero tutte le classi in singolo, oltre ai sidecar.
Le vittorie furono di Kevin Schwantz in classe 500, Wilco Zeelenberg in classe 250 e Doriano Romboni in classe 125, mentre tra i sidecar si impose l'equipaggio Steve Webster/Gavin Simmons.

## Classe 500
Solo 18 i partenti del Gran Premio, con solo 11 moto "ufficiali", stante anche il perdurare dell'assenza per infortunio dei campioni mondiali degli ultimi anni, lo statunitense Eddie Lawson e l'australiano Wayne Gardner. La gara è stata vinta dallo statunitense Kevin Schwantz al primo successo della stagione, davanti al connazionale Wayne Rainey che capeggia la classifica provvisoria e al britannico Niall Mackenzie.

### Arrivati al traguardo
| Pos. | Pilota               | Moto   | Tempo     | Griglia | Punti |
| ---- | -------------------- | ------ | --------- | ------- | ----- |
| 1    | Kevin Schwantz       | Suzuki | 50.18.517 | 1       | 20    |
| 2    | Wayne Rainey         | Yamaha | 50.30.385 | 3       | 17    |
| 3    | Niall Mackenzie      | Suzuki | 50.45.723 | 5       | 15    |
| 4    | Christian Sarron     | Yamaha | 50.53.646 | 7       | 13    |
| 5    | Sito Pons            | Honda  | 51.02.532 | 6       | 11    |
| 6    | Jean-Philippe Ruggia | Yamaha | 51.20.705 | 8       | 10    |
| 7    | Juan Garriga         | Yamaha | 51.40.163 | 9       | 9     |
| 8    | Alex Barros          | Cagiva | 1 giro    | 11      | 8     |
| 9    | Randy Mamola         | Cagiva | 1 giro    | 10      | 7     |
| 10   | Cees Doorakkers      | Honda  | 1 giro    | 14      | 6     |
| 11   | Marco Papa           | Honda  | 1 giro    | 12      | 5     |
| 12   | Andreas Leuthe       | Honda  | 2 giri    | 15      | 4     |
| 13   | Nicholas Schmassmann | Honda  | 2 giri    | 16      | 3     |
| 14   | Hansjörg Butz        | Honda  | 2 giri    | 18      | 2     |
| 15   | Peter Lindén         | Yamaha | 2 giri    | 13      | 1     |
| 16   | Vittorio Scatola     | Paton  | 7 giri    | 17      |       |

### Ritirati
| Pilota              | Moto  | Motivo | Griglia |
| ------------------- | ----- | ------ | ------- |
| Michael Doohan      | Honda | Caduta | 2       |
| Pierfrancesco Chili | Honda | Caduta | 4       |

### Non partito
| Pilota     | Moto   |
| ---------- | ------ |
| Ron Haslam | Cagiva |

### Non qualificato
| Pilota      | Moto  |
| ----------- | ----- |
| Alois Meyer | Honda |

## Classe 250
Primo successo nel motomondiale per il pilota olandese Wilco Zeelenberg che ha preceduto lo spagnolo Carlos Cardús e lo statunitense John Kocinski vincitore delle tre prove precedenti e in testa alla classifica provvisoria del campionato.

### Arrivati al traguardo
| Pos. | Pilota           | Moto    | Tempo     | Griglia | Punti |
| ---- | ---------------- | ------- | --------- | ------- | ----- |
| 1    | Wilco Zeelenberg | Honda   | 46.53.199 | 3       | 20    |
| 2    | Carlos Cardús    | Honda   | 46.53.265 | 4       | 17    |
| 3    | John Kocinski    | Yamaha  | 46.53.305 | 2       | 15    |
| 4    | Helmut Bradl     | Honda   | 46.53.885 | 6       | 13    |
| 5    | Jochen Schmid    | Honda   | 47.11.115 | 5       | 11    |
| 6    | Masahiro Shimizu | Honda   | 47.24.843 | 10      | 10    |
| 7    | Reinhold Roth    | Honda   | 47.30.421 | 7       | 9     |
| 8    | Loris Reggiani   | Aprilia | 47.31.840 | 9       | 8     |
| 9    | Martin Wimmer    | Aprilia | 47.36.550 | 18      | 7     |
| 10   | Luca Cadalora    | Yamaha  | 47.39.242 | 1       | 6     |
| 11   | Àlex Crivillé    | Yamaha  | 47.43.673 | 11      | 5     |
| 12   | Carlos Lavado    | Aprilia | 47.57.235 | 15      | 4     |
| 13   | Harald Eckl      | Aprilia | 48.15.615 | 19      | 3     |
| 14   | Alberto Rota     | Aprilia | 48.15.859 | 14      | 2     |
| 15   | Urs Jücker       | Yamaha  | 48.27.899 | 29      | 1     |
| 16   | Peter Lindén     | Yamaha  | 1 giro    | 30      |       |
| 17   | Erich Neumair    | Yamaha  | 1 giro    | 23      |       |
| 18   | Hans Becker      | Yamaha  | 1 giro    | 31      |       |
| 19   | Kevin Mitchell   | Yamaha  | 1 giro    | 32      |       |
| 20   | Rachel Nicotte   | Yamaha  | 1 giro    | 33      |       |
| 21   | Darren Milner    | Aprilia | 1 giro    | 34      |       |
| 22   | José Barresi     | Yamaha  | 1 giro    | 35      |       |

### Ritirati
| Pilota             | Moto     | Motivo | Griglia |
| ------------------ | -------- | ------ | ------- |
| Marcellino Lucchi  | Aprilia  |        | 21      |
| Renzo Colleoni     | Aprilia  |        | 25      |
| Didier de Radiguès | Aprilia  |        | 8       |
| Jean Foray         | Yamaha   |        | 28      |
| Jorge Martínez     | JJ Cobas |        | 17      |
| Bernd Kassner      | Yamaha   |        | 26      |
| Adrien Morillas    | Aprilia  |        | 13      |
| Andrea Borgonovo   | Aprilia  |        | 27      |
| Paolo Casoli       | Yamaha   |        | 24      |
| Bernard Haenggeli  | Aprilia  |        | 16      |

### Non partiti
| Pilota           | Moto    | Motivo | Griglia |
| ---------------- | ------- | ------ | ------- |
| Andreas Preining | Aprilia |        | 12      |
| Corrado Catalano | Aprilia |        | 20      |
| Alain Bronec     | Aprilia |        | 22      |

## Classe 125
Prima vittoria in carriera nel motomondiale per il pilota italiano Doriano Romboni alla guida di una Honda privata e che ha preceduto sul traguardo il tedesco Dirk Raudies (capoclassifica provvisorio) e Loris Capirossi (al secondo posto nella classifica del campionato).

### Arrivati al traguardo
| Pos. | Pilota              | Moto     | Tempo     | Griglia | Punti |
| ---- | ------------------- | -------- | --------- | ------- | ----- |
| 1    | Doriano Romboni     | Honda    | 43.11.803 | 1       | 20    |
| 2    | Dirk Raudies        | Honda    | 43.15.077 | 2       | 17    |
| 3    | Loris Capirossi     | Honda    | 43.21.877 | 4       | 15    |
| 4    | Hans Spaan          | Honda    | 43.23.150 | 9       | 13    |
| 5    | Stefan Prein        | Honda    | 43.23.224 | 7       | 11    |
| 6    | Heinz Lüthi         | Honda    | 43.24.617 | 5       | 10    |
| 7    | Alessandro Gramigni | Aprilia  | 43.30.629 | 16      | 9     |
| 8    | Johnny Wickström    | JJ Cobas | 43.34.909 | 8       | 8     |
| 9    | Adi Stadler         | JJ Cobas | 43.35.436 | 21      | 7     |
| 10   | Manuel Hernández    | Honda    | 43.39.636 | 23      | 6     |
| 11   | Ralf Waldmann       | Rotax    | 43.47.242 | 24      | 5     |
| 12   | Alfred Waibel       | Honda    | 43.47.484 | 18      | 4     |
| 13   | Herri Torrontegui   | Honda    | 43.47.892 | 31      | 3     |
| 14   | Hisashi Unemoto     | Honda    | 43.48.076 | 14      | 2     |
| 15   | Gabriele Debbia     | Aprilia  | 43.55.218 | 10      | 1     |
| 16   | Hans Koopman        | Honda    | 44.05.723 | 19      |       |
| 17   | Robin Appleyard     | Honda    | 44.05.922 | 33      |       |
| 18   | Stuart Edwards      | Honda    | 44.07.693 | 34      |       |
| 19   | Bady Hassaine       | Honda    | 44.07.849 | 27      |       |
| 20   | Mike Leitner        | Honda    | 44.16.548 | 30      |       |
| 21   | Stefan Kurfiss      | Honda    | 44.48.637 | 36      |       |
| 22   | Peter Galvin        | Honda    | 44.49.678 | 37      |       |
| 23   | Jos van Dongen      | Honda    | 1 giro    | 32      |       |

### Ritirati
| Pilota            | Moto      | Motivo | Griglia |
| ----------------- | --------- | ------ | ------- |
| Hervé Duffard     | Honda     |        | 28      |
| Jorge Martínez    | JJ Cobas  |        | 3       |
| Maurizio Vitali   | Gazzaniga |        | 6       |
| Stefan Dörflinger | Aprilia   |        | 29      |
| Bruno Casanova    | Aprilia   |        | 11      |
| Thierry Feuz      | Honda     |        | 12      |
| Steve Patrickson  | Honda     |        | 13      |
| Hubert Abold      | Rotax     |        | 17      |
| Emilio Cuppini    | Honda     |        | 22      |
| Jaime Mariano     | Casal     |        | 35      |
| Manuel Herreros   | JJ Cobas  |        | 26      |
| Julián Miralles   | JJ Cobas  |        | 25      |
| Flemming Kistrup  | Honda     |        | 20      |

### Non partito
| Pilota      | Moto  | Motivo | Griglia |
| ----------- | ----- | ------ | ------- |
| Kōji Takada | Honda |        | 15      |

### Non qualificati
| Pilota             | Moto     |
| ------------------ | -------- |
| Robin Milton       | Honda    |
| Antonio Sánchez    | JJ Cobas |
| Jean-Claude Selini | Honda    |
| Bert Smit          | Honda    |
| José Saez          | Honda    |
| Stefan Brägger     | Aprilia  |
| Mike Stief         | Rotax    |
| Jörg Seel          | Honda    |
| Taru Rinne         | Honda    |
| Javier Arumi       | Honda    |
| Zdravko Matulja    | Honda    |
| Heinz Paschen      | Aprilia  |
| Thomas Engl        | Honda    |

## Classe sidecar
Seconda vittoria stagionale per l'equipaggio Steve Webster-Gavin Simmons, che precede al traguardo i fratelli Paul-Charly Güdel, al loro primo podio nel motomondiale, e Abbott-Smith. Problemi meccanici condizionano la gara di vari protagonisti del mondiale: Rolf Biland-Kurt Waltisperg terminano solo al 10º posto per difficoltà col motore, Egbert Streuer-Geral de Haas si ritirano, zero in classifica anche per Alain Michel-Simon Birchall.
Nel mondiale Webster, primo a 74 punti, ha già un notevole vantaggio sugli altri. Biland è 2º con 41 punti, davanti a Güdel e Abbott appaiati a 40 e a Michel fermo a 39. 

### Arrivati al traguardo (posizioni a punti)[5]
| Pos | Pilota             | Passeggero      | Moto           | Tempo     | Punti |
| --- | ------------------ | --------------- | -------------- | --------- | ----- |
| 1   | Steve Webster      | Gavin Simmons   | LCR-Krauser    | 41'11"809 | 20    |
| 2   | Paul Güdel         | Charly Güdel    | LCR-Yamaha     | 41'28"612 | 17    |
| 3   | Steve Abbott       | Shaun Smith     | Windle-Yamaha  | 41'33"403 | 15    |
| 4   | Markus Egloff      | Urs Egloff      | SMS-Yamaha     | 41'43"749 | 13    |
| 5   | Tony Wyssen        | Kilian Wyssen   | LCR-Krauser    | 41'55"081 | 11    |
| 6   | Masato Kumano      | Eckart Rösinger | LCR-TEC        | 41'55"619 | 10    |
| 7   | Theo van Kempen    | Jan Kuyt        | LCR-Krauser    | 42'23"144 | 9     |
| 8   | Ralph Bohnhorst    | Thomas Böttcher | LCR-Yamaha     | 42'32"017 | 8     |
| 9   | René Progin        | Gary Irlam      | LCR-Krauser    | 42'45"481 | 7     |
| 10  | Rolf Biland        | Kurt Waltisperg | LCR-Krauser    |           | 6     |
| 11  | Billy Gällros      | Peter Berglund  | Streuer-Yamaha |           | 5     |
| 12  | Yoshisada Kumagaya | Brian Houghton  | Windle-JPX     |           | 4     |
| 13  | Barry Brindley     | Julian Tailford | LCR-Yamaha     |           | 3     |